# Bangui (Präfektur)
Bangui ist eine Präfektur der Zentralafrikanischen Republik. Sie ist mit 1.425.276 Einwohnern (2022) die mit Abstand bevölkerungsreichste Präfektur des Landes, da sie mit der Hauptstadt Bangui, Bimbo und Bégoua die drei größten Städte der Republik bzw. den gesamten Ballungsraum Bangui umfasst. Die Größe beträgt 3260 km².

## Geografie
Die Präfektur liegt im Süden des Landes am Fluss Ubangi, der die Grenze zur Demokratischen Republik Kongo darstellt. Nördlich angrenzend liegt Ombella-Mpoko, südwestlich grenzt Lobaye an.

## Geschichte
Die Präfektur wurde 2020 gegründet. Die Stadt Bangui war vorher eine autonome Stadt gewesen, die keiner Präfektur angehörte. Das Gebiet der Städte Bimbo und Bégoua wurde aus der Präfektur Ombella-Mpoko herausgelöst und der neuen Präfektur Bangui zugeschlagen.